# 大戸ノ口
大戸ノ口（おおとのぐち）は、熊本県阿蘇郡高森町と阿蘇市波野にある峠。根子岳、杵島岳などの阿蘇山登山道の入口がある。国道265号と大分県竹田市方面に向かう熊本県道・大分県道135号高森竹田線の分岐点でもある。

## 概要
- 位置：北緯32度52分42.5秒 東経131度10分31.8秒 / 北緯32.878472度 東経131.175500度座標: 北緯32度52分42.5秒 東経131度10分31.8秒 / 北緯32.878472度 東経131.175500度
- 標高：880m

## 交通

### 通過する道路
- 国道265号・熊本県道・大分県道135号高森竹田線

### その他
- 冬季の積雪時や路面凍結時には、チェーン規制や冬用タイヤ装着等の交通規制が行われる可能性があるので注意が必要である。
- 道路はほとんど除雪されないため、すべり止めが必要なくても駐車場では必要な時がある。
- 夏季では全く見通しが効かないほどの濃い霧に見舞われたり、夏は山間部であることから、突然の激しいゲリラ雷雨に見舞われることがあるので天候の急変には注意が必要。